# John Baring (2e baron Revelstoke)
John Baring (7 septembre 1863 - 19 avril 1929) est l'associé principal de la banque Barings des années 1890 jusqu'à son décès. John est l'aîné des fils d'Edward Baring (1er baron Revelstoke), et un arrière-petit-fils du fondateur de la société, Francis Baring.

## Carrière chez Barings

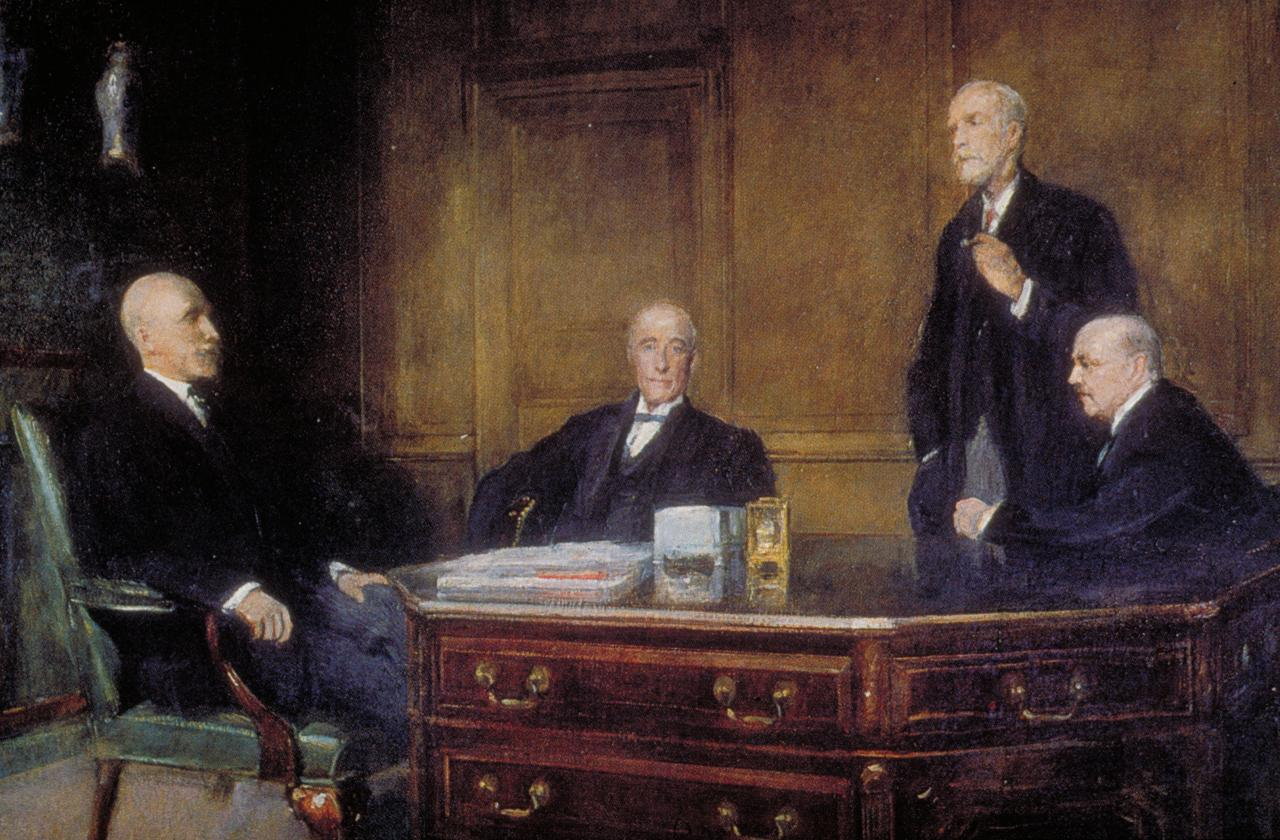
John Baring (1863-1929), second baron Revelstoke; Cecil Baring (1864-1934), futur troisième baron Revelstoke; Gaspard Farrer (1860-1946) et Alfred Mildmay (1871-1944)

À l'âge de vingt ans, John quitte Cambridge pour rejoindre l'entreprise familiale. Après avoir passé quelques années à apprendre les bases du comptoir, il effectue une vaste tournée en Amérique du Nord et du Sud afin de se familiariser avec les intérêts internationaux de Barings et de rencontrer les personnes avec lesquelles il allait plus tard traiter. Il devient associé en janvier 1890, moins d’un an avant que Barings ne s’effondre presque lors de la panique de 1890. Il n'est pas impliqué dans cette affaire, il est donc autorisé à rester associé et joue un rôle de plus en plus important dans les affaires de la société réorganisée. Au début de la Première Guerre mondiale, le prestige de Barings est entièrement restauré sous sa direction. Pendant la guerre, il est très préoccupé par la mobilisation de fonds pour le gouvernement russe impérial.

## Carrière extérieure
Il occupe de nombreuses postes en dehors de la banque. Il est administrateur de la Banque d'Angleterre de 1898 à sa mort. Receveur général du duché de Cornouailles ; ministre plénipotentiaire en tant que représentant financier britannique à la conférence des Alliés à Petrograd en 1917; et l'un des représentants britanniques au Comité d'experts sur les réparations allemandes en 1929. Il est décédé peu de temps avant la fin des négociations sur les réparations allemandes à Paris, qui conduisent à un ajournement de celles-ci .

## Vie privée
Revelstoke vit au 3 Carlton House Terrace à Londres de 1904 jusqu'à sa mort en 1929 et est propriétaire d'une maison de campagne dans le Leicestershire. Il ne s'est jamais marié, mais en 1906, il demande en mariage Nancy Langhorne (plus tard Nancy Astor). À sa mort, son titre passe à son frère cadet Cecil, qui est également associé du groupe bancaire familial pendant de nombreuses années.

## Sources
- (en) Cet article est partiellement ou en totalité issu de l’article de Wikipédia en anglais intitulé « John Baring, 2nd Baron Revelstoke » (voir la liste des auteurs).
- P. Ziegler, La sixième grande puissance: La maison des Barings, 1762-1929 (1988)
- Les archives nues